# George Hertzberg
George Hertzberg (Glen Falls, 6 novembre 1972) è un attore statunitense.
Deve la sua fama all'interpretazione del demonoide Adam nella serie televisiva Buffy. Ha avuto anche ruoli minori in altri telefilm.

## Doppiatori italiani
Nelle versioni in italiano dei suoi lavori, George Hertzberg è stato doppiato da:
- Ennio Coltorti in Buffy l'ammazzavampiri
- Alberto Caneva in Ghost Whisperer - Presenze